# Berylmys bowersi
Berylmys bowersi là một loài động vật có vú trong họ Chuột, bộ Gặm nhấm. Loài này được Anderson mô tả năm 1879.